# Francis Poulenc
Francis Jean Marcel Poulenc (París, 7 de enero de 1899 - París, 30 de enero de 1963) fue un compositor francés y miembro del grupo francés Les Six. Compuso música en todos los grandes géneros, entre ellos la música de cámara, el oratorio, la ópera, la música de ballet y la música orquestal. El crítico Claude Rostand, en julio de 1950, en un artículo del Paris-Presse, describe a Poulenc como «mitad un monje, mitad un granuja» ("Le moine et le voyou"), una etiqueta que se adjunta a su nombre para el resto de su carrera. Poulenc dice: "mi obra es la yuxtaposición de lo profano con lo sagrado".

## Infancia
Poulenc nació en París en 1899 en una familia acomodada. Su padre farmacéutico le dejó como herencia laboratorios de farmacia. Su madre, pianista aficionada, le enseñó a tocar y la música formaba parte de la vida familiar. Dado que fue un pianista capaz, el piano tomó gran parte en sus primeras composiciones. Asimismo, a lo largo de su carrera, tomó como modelos de composición a Wolfgang Amadeus Mozart y Camille Saint-Saëns. Más adelante en su vida, la pérdida de algunos amigos cercanos, junto con una peregrinación a la Virgen Negra de Rocamadour, le llevó al redescubrimiento de la fe católica y dio lugar a composiciones de un mundo más sombrío y un tono más austero.

## Carrera
Poulenc era miembro de Les Six, un grupo de jóvenes compositores franceses, Milhaud, Auric, Durey, Honegger y Tailleferre, que también tenían vínculos con Erik Satie y Jean Cocteau. Él abrazó las técnicas del movimiento Dadá, creando melodías que desafiaban lo que se consideraba apropiado para salas de música parisinas. Ya se había identificado con este grupo antes de llevar a cabo su primera formación musical formal, con Charles Koechlin en 1921 y sus estudios de piano con el célebre Ricardo Viñes.
Poulenc fue un destacado pianista en varias grabaciones, entre ellas algunas de sus canciones (con el famoso barítono Pierre Bernac) y el Concierto para dos pianos. Sus obras fueron grabadas por RCA Victor y EMI.
Compuso Les Mamelles de Tiresias, Diálogos de Carmelitas, considerada una de las óperas más importantes del siglo XX, y La voix humaine, monólogo dramático para soprano.
La última serie de grandes obras de Poulenc es una serie de obras para instrumentos de viento y piano. Fue especialmente aficionado a los instrumentos de viento madera, y tenía previsto una serie de sonatas para todos ellos, sin embargo, sólo vivió para completar cuatro: la sonata para flauta y piano, la sonata para oboe y piano, la sonata para clarinete y piano, y Elégie para trompa.

## Vida privada

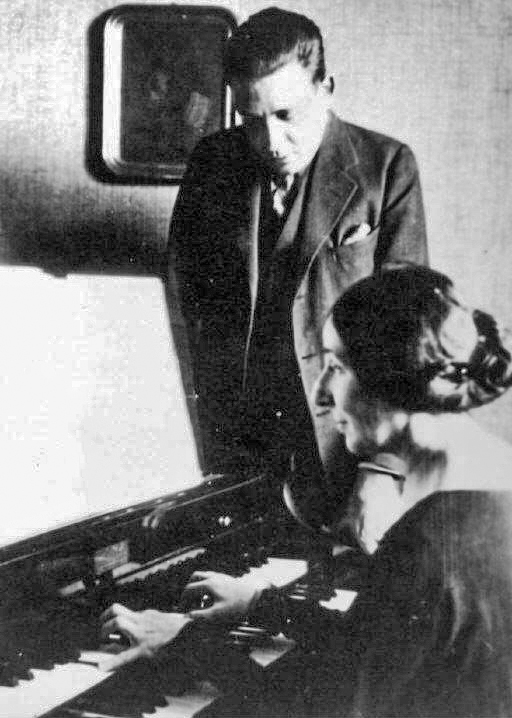
Francis Poulenc y Wanda Landowska.

Algunos críticos lo consideran el primer compositor abiertamente homosexual de la historia. Su primera relación importante fue con el pintor Richard Chanlaire, a quien dedicó el Concierto campestre que le fuera comisionado por Wanda Landowska.
En 1923, Poulenc entró en depresión después de la muerte por tifus del novelista Raymond Radiguet, amante de Jean Cocteau. Propuso un matrimonio de conveniencia a su amiga de infancia Raymonde Linossier pero ella falleció en 1930.
Luego en 1936, muy afectado con la muerte de Pierre-Octave Ferroud, amigo, crítico y compositor rival que murió decapitado en un accidente de automóvil, renovó su fe católica con la excursión a la virgen de Rocamadour.
En 1949, muere su amigo Christian Bérard, para quien compuso el Stabat Mater (1950). Años después, la separación de Louis Gautier. en 1957, su último gran amor le motivó poner música al monodrama de Cocteau, La voix humaine.
Poulenc falleció de insuficiencia cardíaca en París en 1963.

## Catálogo de obras
| Año     | Opus    | Obra | Tipo de obra                    |
| ------- | ------- | --- | ------------------------------- |
| 1921    | FP 020  | Le gendarme incompris. Comédie lyrique en 1 acte (livret Radiguet et Cocteau) (hay suite de orquesta). | Óperas                          |
| 1923    | FP 035  | La colombe. Recitatifs pour l'opera en un acte de Charles Gounod. | Óperas                          |
| 1944    | FP 125  | Les mamelles de Tiresies (Apollinaire) (opera bufa). | Óperas                          |
| 1954    | FP 159  | Diálogos de carmelitas. | Óperas                          |
| 1958    | FP 171  | La voix humaine (Cocteau), monodrame. | Óperas                          |
| 1921    | FP 023  | Les Mariés de la Tour Eiffel I, en colaboración con los «Seis» [III. Le Discours du Général. IV. La Baigneuse de Trouville (Carte postale en couleurs)] (J. Cocteau).                                              | Ballet                          |
| 1923    | FP 036  | Les biches (ballet, para Diaguilev) (hay tras. piano). | Ballet                          |
| 1927    | FP 045  | Pastourelle (para la obra colectiva L'Eventail de Jeanne), para piano. | Ballet                          |
| 1929    | FP 051  | Aubade, concierto coreográfico para piano y 18 instrumentos (hay red. piano a 4 mains). | Ballet                          |
| 1942    | FP 111  | Les Animaux modèles Ballet en un act d'apres les Fables de La Fontaine. | Ballet                          |
| 1918-30 | FP 030  | Marches militaires, piano, orch (lost or destroyed). | Música orquestal                |
| 1921    | FP 025  | Fanfarre (for collaborative ballet L'eventail de Jeanne). | Música orquestal                |
| 1921    | FP 027  | Première suite d'orchestre (perdida o destruida). | Música orquestal                |
| 1927-28 | FP 049  | Concierto campestre para clavecín y orquesta. | Música orquestal                |
| 1932    | FP 061  | Concierto para 2 pianos y orquesta. | Música orquestal                |
| 1936-38 | FP 093  | Concierto para órgano, cuerdas y timbal. | Música orquestal                |
| 1937    | FP 088  | Deux Marches et un Intermede, pour orchestre de chambre. | Música orquestal                |
| 1939    | FP      | Overture, pour orchestra (orchestrated by Darius Milhaud). | Música orquestal                |
| 1939    | FP 104  | Orquestación de Satie: 2 Preludes posthumes et une gnossiemonne (3.º). | Música orquestal                |
| 1939-40 | FP 036a | Les biches. Suite de ballet. | Música orquestal                |
| 1942    | FP 111a | Les Animaux modèles. Suite de ballet. | Música orquestal                |
| 1947    | FP 141  | Sinfonietta (encargo de la BBC, estrenada por Desormière). | Música orquestal                |
| 1949    | FP 146  | Concierto para piano y orquesta. | Música orquestal                |
| 1952    | FP 153  | Matelote provençale, for orchestra (para la obra La guirlande de Campra, una obra colectiva en colaboración con Arthur Honegger, Daniel Lesur, Roland-Manuel, Germaine Tailleferre, Henri Sauguet, Georges Auric). | Música orquestal                |
| 1954    | FP 160  | Bucolique (Oeuvre homenage Collective: Variations sur le nom de Marguerite Long.). | Música orquestal                |
| 1965    | FP      | Overture, pour orchestra (orchestrated by Jean Françaix). | Música orquestal                |
| 1918    | FP      | Sonata, cimb, wind quartet (perdida o destruida). | Música de cámara                |
| 1918    | FP 007  | Sonata para 2 clarinetes (revisada 1945) (hay red. piano). | Música de cámara                |
| 1918    | FP 012  | Sonata, Violín y piano,?(perdida). | Música de cámara                |
| 1918    | FP 013  | Sonata, piano, vn, vc, (perdida o destruida). | Música de cámara                |
| 1920    | FP      | Pièces en trio, piano, vc, tpt (perdida o destruida). | Música de cámara                |
| 1921    | FP 026  | Etudes, pianola (perdida o destruida). | Música de cámara                |
| 1921    | FP 029  | Trio, piano, cl, vc (perdida o destruida). | Música de cámara                |
| 1921-22 | FP 028  | String Quartet (perdida o destruida). | Música de cámara                |
| 1922    | FP 032  | Sonata para clarinete y fagot (revisada 1945). | Música de cámara                |
| 1922    | FP 033  | Sonata para corno, trombón y trompeta (hay tr. para flauta y guitarra y red para piano). | Música de cámara                |
| 1922    | FP 034  | Caprice espagnol, oboe y piano (perdida o destruida). | Música de cámara                |
| 1923    | FP      | Sonata, fl, cl, eng hn, (perdida o destruida). | Música de cámara                |
| 1923    | FP      | Sonata, fl, eng hn, (perdida o destruida). | Música de cámara                |
| 1923    | FP      | Sonata, org, (perdida o destruida). | Música de cámara                |
| 1923    | FP 037  | Quintet, cl, str quartet (perdida o destruida). | Música de cámara                |
| 1925-26 | FP 039  | Sonata, Violín y piano (perdida o destruida). | Música de cámara                |
| 1926    | FP 043  | Trio para oboe, fagot y piano. | Música de cámara                |
| 1929-31 | FP 054  | Sonata, Violín y piano (perdida o destruida). | Música de cámara                |
| 1932    | FP 100  | Sexteto, para piano, flauta, oboe, clarinete fagot y trompa (revisada 1939/40). | Música de cámara                |
| 1933-35 | FP      | Sonata, vn, piano. | Música de cámara                |
| 1934    | FP 074  | Villanelle para caramillo y piano (Villanelle pour pipecu et piano). | Música de cámara                |
| 1935    | FP 080  | Suite française d'apres Claude Gervaise, para pequeño conjunto. | Música de cámara                |
| 1940    | FP      | Sonata, duet. | Música de cámara                |
| 1940-48 | FP 143  | Sonata para violonchelo y piano (revisada 1953). | Música de cámara                |
| 1941    | FP 114  | Untitled piece, fl, (unpubd). | Música de cámara                |
| 1941    | FP      | Trio, str, (perdida o destruida). | Música de cámara                |
| 1942-43 | FP 119  | Sonata para violín y piano (revisada 1949) (dedicada a la memoria de F. García Lorca). | Música de cámara                |
| 1945-46 | FP 133  | String Quartet (perdida o destruida). | Música de cámara                |
| 1957    | FP 168  | Elegie, para trompa y piano. | Música de cámara                |
| 1957-58 | FP 164  | Sonata para flauta y piano. | Música de cámara                |
| 1959    | FP 166  | Sonata, bn, piano. | Música de cámara                |
| 1960    | FP 179  | Sarabande, para guitarra sola. | Música de cámara                |
| 1962    | FP 184  | Sonata para clarinete y piano. | Música de cámara                |
| 1962    | FP 185  | Sonata para oboe y piano. | Música de cámara                |
| 1914    | FP 001  | Processional pour la crémation d'un mandarin (perdida). | Música para piano               |
| 1916    | FP 002  | Préludes (perdida). | Música para piano               |
| 1917    | FP 004  | Zèbre, para 2 pianos (perdida). | Música para piano               |
| 1917    | FP 005  | Trois pastorales,?(perdida) (n.º 1 revisada como n.º 1 de Trois pièces). | Música para piano               |
| 1917    | FP 009  | Fanfare 4 pianos, 1917 [para preceder Jongleurs] (perdida). | Música para piano               |
| 1917-18 | FP 010  | Jongleurs, 2 pianos, (perdida). | Música para piano               |
| 1918    | FP 008  | Sonata para piano a 4 manos (revisada 1939). | Música para piano               |
| 1918    | FP 014  | Mouvement Perpetuelles, para piano (hay versión del autor para nueve instrumentos de 1946 y orquestal por Gómez).                                                                                                  | Música para piano               |
| 1918-28 | FP 048  | Trois Pièces, para piano. | Música para piano               |
| 1919    | FP 017  | Valse, para piano (vers. orquestal). | Música para piano               |
| 1919    | FP 018  | Quadrille, piano a 4 manos (perdida). | Música para piano               |
| 1920    | FP 019  | Suite in C, para piano. | Música para piano               |
| 1920    | FP 021  | 5 Impromptus (revisada 1939 edition), para piano. | Música para piano               |
| 1921    | FP 024  | Dix Promenades (revisada 1952). | Música para piano               |
| 1922-25 | FP 040  | Napoli, suite para piano. | Música para piano               |
| 1924    | FP      | Sonata, piano (perdida o destruida). | Música para piano               |
| 1925    | FP 041  | Dorfmusikanten-sextett von Mozart, for piano. | Música para piano               |
| 1926    | FP      | Suite for piano. | Música para piano               |
| 1927    | FP 047  | Deux Novelettes, para piano. | Música para piano               |
| 1929    | FP 050  | Pièce brève sur le nom d'Albert Roussel, para piano (orq. 1949). |                                 |
| 1929-38 | FP 056  | Huit Nocturnes, para piano. | Música para piano               |
| 1930-36 | FP 084  | Les soirées de Nazelles. Suite for piano. | Música para piano               |
| 1931    | FP      | Concertino, piano à 4 mains (perdida o destruida). | Música para piano               |
| 1932    | FP 062  | Valse interprétation sur le nom de BACH, para piano. | Música para piano               |
| 1932-37 | FP 063  | Douze Improvisations, para piano. | Música para piano               |
| 1933    | FP 065  | Villageoises (Children's Pieces), para piano. |                                 |
| 1933    | FP 068  | Feuillets d'Album, para piano. | Música para piano               |
| 1934    | FP 070  | Presto in B Flat major, para piano. | Música para piano               |
| 1934    | FP 071  | Deux Intermezzi, para piano. | Música para piano               |
| 1934    | FP 072  | Humoresque, para piano. | Música para piano               |
| 1934    | FP 073  | Badinage, para piano. | Música para piano               |
| 1936    | FP      | Dimanche de mai (perdida o destruida). | Música para piano               |
| 1937    | FP 087  | Bourrée au Pavillion d'Auvergne, para piano. | Música para piano               |
| 1939    | FP 103  | Française, para piano. | Música para piano               |
| 1940    | FP 105  | Mélancolie, para piano. | Música para piano               |
| 1942    | FP 113  | Deux Improvisations (n.º 11 y n.º 12, Hommage à Schubert), para piano. | Música para piano               |
| 1943    | FP 118  | Intermezzo en la bemol majeur, para piano. | Música para piano               |
| 1951    | FP 150  | L'embarquement pour Cythere. Valse musette para la película Voyage en Amerique, para 2 pianos. | Música para piano               |
| 1951    | FP 151  | Thème varié, para piano. | Música para piano               |
| 1952    | FP 155  | Capriccio d'aprés Le Bal Masqué, para dos pianos. | Música para piano               |
| 1953    | FP 156  | Sonata para 2 pianos. | Música para piano               |
| 1958    | FP 170  | Deux Improvisation (n.º 13, 14), pour piano. | Música para piano               |
| 1959    | FP 173  | Novelette sur un thème de Manuel de Falla, for piano in E minor. | Música para piano               |
| 1959    | FP 175  | Elégie para 2 Pianos. | Música para piano               |
| 1959    | FP 176  | Improvisation n.º 15, Homage to Edith Piaf, para piano. | Música para piano               |
| 1917    | FP 003  | Rapsodie nègre (revisada 1933), para canto e instrumentos. | Música voces con acompañamiento |
| 1917-18 | FP 006  | Poèmes sénégalais, 1v, str quartet? (perdida). | Música voces con acompañamiento |
| 1919    | FP 015a | Le Bestiaire ou Cortège d'Orphée (Apollinaire), para voz e instrumentos. | Música voces con acompañamiento |
| 1919    | FP 016  | Cocardes (Cocteau), para voz e instrumentos. | Música voces con acompañamiento |
| 1932    | FP 060  | Le Bal masqué (cantate profane pour baryton et orchestre de chambre sur des poèmes de Max Jacob). | Música voces con acompañamiento |
| 1940-45 | FP 129  | Histoire de Babar le petit éléphant, para piano y recitador (orq. por Blomhert, Francaix y Matthews). | Música voces con acompañamiento |
| 1942    | FP 117  | Chansons villageoises (Maurice Fombeure) [2. Les gars qui vont à la fête. 6. Le retour du sergent], para voz e instrumentos.                                                                                       | Música voces con acompañamiento |
| 1950    | FP 148  | Stabat Mater, para soprano, coro mixto y orquesta. | Música voces con acompañamiento |
| 1959    | FP 177  | Gloria, para soprano, coro y orquesta (hay red. canto y piano). | Música voces con acompañamiento |
| 1961    | FP 180  | La Dame de Monte-Carlo. Monologue sur un poème de Cocteau, pour soprano et orchestre. | Música voces con acompañamiento |
| 1961    | FP 181  | Sept Réponses des Ténebres, para coro y orquesta. | Música voces con acompañamiento |
| 1922    | FP 031  | Chansons à boire, para coro a capela. | Música voces a capela           |
| 1936    | FP 081  | Sept Chansons (Apollinaire, Éluard), para coro a capela. | Música voces a capela           |
| 1936    | FP 082  | Litanies à la Vierge Noire, para coro a capela. | Música voces a capela           |
| 1936    | FP 083  | Petites voix, para coro a capela. | Música voces a capela           |
| 1937    | FP 089  | Messe en sol majeur, para 4 voces, mixtas a capela. | Música voces a capela           |
| 1937    | FP 090  | Sécheresses (E. James), para coro y orquesta. | Música voces a capela           |
| 1938-39 | FP 097  | Quatre Motets pour un temps de Penitence, para coro a capela. | Música voces a capela           |
| 1943    | FP 120  | Figure humaine (Éluard), doble coro mixto a capela. | Música voces a capela           |
| 1941    | FP 109  | Exultate Deo, para coro a capela. | Música voces a capela           |
| 1941    | FP 110  | Salve Regina, para coro a capela. | Música voces a capela           |
| 1944    | FP 126  | Un soir de neige, pour choeur mixte a capela (Éluard). | Música voces a capela           |
| 1944-46 | FP 130  | Huit Chansons françaises, coro de hombres a capela. | Música voces a capela           |
| 1948    | FP 142  | Quatre Petites prières de Saint François d'Assise, coro de hombres a capela. | Música voces a capela           |
| 1951-52 | FP 152  | Quatre Motets pour le temps de Noël, para coro a capela. | Música voces a capela           |
| 1952    | FP 154  | Ave Verum Corpus, para 3 voces de mujeres. | Música voces a capela           |
| 1957-59 | FP 172  | Laudes de Saint Antoine de Padua, para coro de hombres a 3 voces. | Música voces a capela           |
| 1918    | FP 011  | Toreador. Chanson Hispano-Italienne. (Cocteau), para voz y piano. | Música voces y piano            |
| 1921    | FP 022  | Quatre Poèmes de Max Jacob. | Música voces y piano            |
| 1924-25 | FP 038  | Cinq Poèmes de Ronsard, para voz y piano. | Música voces y piano            |
| 1926    | FP 042  | Chansons gaillardes, para voz y piano. | Música voces y piano            |
| 1927    | FP 044  | Vocalise, para voz y piano. | Música voces y piano            |
| 1928    | FP 046  | Airs chantés (Moréas), para voz y piano. | Música voces y piano            |
| 1930    | FP 055  | Epitaphe (Malherbe), para voz y piano. | Música voces y piano            |
| 1931    | FP 057  | Trois Poèmes de Louise Lalanne, para voz y piano. | Música voces y piano            |
| 1931    | FP 059  | Cinq Poèmes de Max Jacob, para voz y piano. | Música voces y piano            |
| 1932    | FP 058  | Quattre Poèmes de Guillaume Apollinaire, para voz y piano. | Música voces y piano            |
| 1933    | FP 066  | Pierrot (Th. De Banville), canto y piano. | Música voces y piano            |
| 1934    | FP 069  | Huit Chansons polonaises, para voz y piano. | Música voces y piano            |
| 1934    | FP 075  | Quatre Chansons pour enfants (Jaboune (Jean Nohain), para voz y piano. | Música voces y piano            |
| 1935    | FP 077  | Cinq Poèmes de Paul Éluard, para voz y piano. | Música voces y piano            |
| 1935    | FP 079  | À sa guitare (Ronsard), para voz y piano. | Música voces y piano            |
| 1936    | FP 085  | Plain-chants (Cocteau), 1v, piano (perdida o destruida). | Música voces y piano            |
| 1937    | FP 086  | Tel jour, telle nuit. Neuf poèmes de Paul Éluard, para voz y piano. | Música voces y piano            |
| 1937    | FP 091  | Trois Poèmes de Louis de Vilmorin, para voz y piano. | Música voces y piano            |
| 1938    | FP 092  | Le Portrait (Colette), para voz y piano. | Música voces y piano            |
| 1938    | FP 094  | Deux Poèmes di Guillaume Apollinaire, para voz y piano. | Música voces y piano            |
| 1938    | FP 095  | Priez pour paix (Ch. d'Orléans), para voz y piano. | Música voces y piano            |
| 1938    | FP 096  | La Grenouillére (Apollinaire), para voz y piano. | Música voces y piano            |
| 1938    | FP 098  | Mirroirs brûlants (Éluard), para voz y piano. | Música voces y piano            |
| 1938    | FP 099  | Ce doux petit visage (Éluard), para voz y piano. | Música voces y piano            |
| 1939    | FP 101  | Fiançailles pour rire. Six poèmes de L. de Vilmorin, para voz y piano. | Música voces y piano            |
| 1939    | FP 102  | Bleuet (Apollinaire), para voz y piano. | Música voces y piano            |
| 1940    | FP 106  | Les chemins de l'amour. Valse Chantée (Anouilh), para voz y piano. | Música voces y piano            |
| 1940    | FP 107  | Banalites (Apollinaire), [2. Hôtel. 4. Voyage à Paris], para voz y piano. | Música voces y piano            |
| 1940    | FP 108  | Colloque. Paroles de Paul Valéry, para soprano, barítono y piano. | Música voces y piano            |
| 1941-45 | FP 127  | Deux melodies d'Apollinaire FP 127 [1. Montparnasse. 2. Hyde Park], para voz y piano. | Música voces y piano            |
| 1943    | FP 121  | Métamorphoses (L. de Vilmorin) [1. Reine des mouttes. 2. C'est ainsi que tu es. 3.Paganini], para voz y piano. | Música voces y piano            |
| 1943    | FP 122  | Deux Poèmes de Louis Aragon [1. C. 2. Fetes Galantes], para voz y piano. | Música voces y piano            |
| 1946    | FP 131  | Deux Melodies. Poèmes d'Apollinaire [1. Le Pont 2. Un Poème], para voz y piano. | Música voces y piano            |
| 1946    | FP 132  | Paul et Virginie (Radiguet), para voz y piano. | Música voces y piano            |
| 1947    | FP 134  | Le Disparu (Desnos), para voz y piano. | Música voces y piano            |
| 1947    | FP 135  | Main dominée par le coeur (Paul Éluard), para voz y piano. | Música voces y piano            |
| 1947    | FP 136  | Trois Chansons de Federico García Lorca. [1. El niño mudo. 2. Adelina de paseo. 3. Canción del naranjo seco], para voz y piano.                                                                                    | Música voces y piano            |
| 1947    | FP 137  | ... Mais mourir (Éluard), para voz y piano. | Música voces y piano            |
| 1947    | FP 144  | Hymne. Poème de Jean Racine, para voz y piano. | Música voces y piano            |
| 1948    | FP 140  | Caligrammes. Poèmes de G. Apollinaire, para voz y piano. | Música voces y piano            |
| 1949    | FP 145  | Mazurka. Textes de L. De Vilmorin. (Obra colelective les Mouvements du coeur, cycle à la mémoire de Chopin, pour Poulenc, Milhaud, Sauguet, Auric, Françaix, Preger), para canto y piano.                          | Música voces y piano            |
| 1950    | FP 147  | La fraîcheur et le feu (Éluard), para voz y piano. | Música voces y piano            |
| 1954    | FP 157  | Parisiana (Max Jacob), para voz y piano. | Música voces y piano            |
| 1954    | FP 158  | Rosemonde (Apollinaire), para voz y piano. | Música voces y piano            |
| 1956    | FP 161  | Le Travail du peintre. Poèmes de Paul Éluard, para voz y piano. | Música voces y piano            |
| 1956    | FP 162  | Deux Mélodies FP 162 [1. La Souris (Apollinaire), 2. Nuage (Beylié)], canto y piano. | Música voces y piano            |
| 1956    | FP 163  | Dernier poème (Desnos), para voz y piano. | Música voces y piano            |
| 1957    | FP 167  | Vive Nadya, para voz y piano. | Música voces y piano            |
| 1958    | FP 169  | Une Chanson de porcelaine (Paul Eluard), para voz y piano. | Música voces y piano            |
| 1960    | FP      | La puce (Apollinaire), for voice and piano. | Música voces y piano            |
| 1960    | FP 178  | La Courte paille. Poèmes de Maurice Carême, para voz y piano. | Música voces y piano            |
| 1961    | FP 182  | Nous souvenirs qui chantent, para voz y piano. | Música voces y piano            |
| 1962    | FP 174  | Fancy (Shakespeare), para voz y piano. | Música voces y piano            |
| 1935    | FP 076  | La Belle au bois dormant (Alexandre Alexeieff) [promotional film for Les Vins Nicolas]. | Música de película              |
| 1942    | FP 116  | La Duchesse de Langeais (avec Edwige Feuillére). | Música de película              |
| 1951    | FP 149  | Le voyage en Amérique (H. Lavorel). | Música de película              |
| 1933    | FP      | Monsieur le Trouhadec saisi par la débauche (Romains),?(perdida) | Música para obras teatrales     |
| 1933    | FP 064  | Intermezzo (Jean Giraudoux). | Música para obras teatrales     |
| 1933    | FP 067  | Petrus (M. Achard) (Paris, Comédie des Champs-Elysées, 8 Dec 1933)?(perdida). | Música para obras teatrales     |
| 1935    | FP 078  | La Reine Margot (en collaboration avec Georges Auric) (Edouard Bourdet). | Música para obras teatrales     |
| 1940    | FP 106  | Léocadia (Jean Anouilh) (include Les Chemins de l'amour -Valse chantée). | Música para obras teatrales     |
| 1941    | FP 112  | La Fille du jardinier (Exbrayat). | Música para obras teatrales     |
| 1944    | FP 123  | Le voyageur sans bagage, d'après la pièce de Jean Anouilh Léocadia, avec Pierre Fresnay [film version of incid music].                                                                                             | Música para obras teatrales     |
| 1944    | FP 124  | La Nuit de la Saint Jean (James Barrie). | Música para obras teatrales     |
| 1945    | FP 128  | Le Soldat et la sorcière (Armand Salacrou). | Música para obras teatrales     |
| 1947    | FP 138  | L'Invitation au château (Jean Anouilh). | Música para obras teatrales     |
| 1947    | FP 139  | Amphitryon (Moliére). | Música para obras teatrales     |
| 1962    | FP 183  | Renaud et Armide (Jean Cocteau). | Música para obras teatrales     |

### Escritos
- Francis Poulenc, Mes mélodies et leurs poètes, revue Conferencia 1947
- Francis Poulenc, Emmanuel Chabrier, París, 1961;
- Francis Poulenc, Moi et mes amis, La Palatine, París, 1963;
- Francis Poulenc, Journal de mes mélodies, éditions Grasset, 1964, París ISBN 1993 978-2908369106
- Francis Poulenc, Correspondance 1910-1963, Fayard, París, 1994, ISBN 9782213030203, 1128 p
- Francis Poulenc, À bâtons rompus, éditions Actes Sud, Arlés, 1999
- Francis Poulenc, Dialogues des carmélites, éditions Actes Sud, Arlés, 2006.
- Francis Poulenc, J'écris ce qui me chante, Fayard, París, 2011, 920 p.

### Correspondencia
- Francis Poulenc Echo and Source. Selected Correspondence 1915–1963, London: Gollancz, 1991, 448pp.
- Francis Poulenc, Correspondance 1910–1963, París: Fayard, 1994, 1128pp. ISBN 978-2-213-03020-3

### Monografías
In chronological order:
- Roy, Jean. Francis Poulenc. París: Seghers, 1964.
- Hell, Henri. Francis Poulenc. París: Fayard, 1978.
- Bernac, Pierre. Francis Poulenc et ses mélodies. París: Buchet-Chastel, 1978.
- Daniel, Keith W. Francis Poulenc: His Artistic Development and Musical Style. UMI Research Press, 1982. ISBN 978-0-8357-1284-2.
- Bloch, Francine. Phonographie de Francis Poulenc. París: Bibliothèque Nationale, 1984.
- Mellers, Wilfrid. Francis Poulenc. Oxford University Press, 1993. ISBN 0-19-816337-1.
- Renaud Machart, Poulenc. París: Seuil, 1995.
- Ivry, Benjamin. Francis Poulenc. Phaidon Press Limited, 1996. ISBN 0-7148-3503-X.
- Buckland, Sidney, and Myriam Chimènes, eds. Poulenc: Music, Art and Literature. Aldershot: Ashgate, 1999.
- Carl B. Schmidt, Entrancing Muse: A Documented Biography of Francis Poulenc. London: Pendragon Pr, 2001.
- Burton, Richard. Francis Poulenc. Absolute Press, 2002
- Ramaut, Alban. Francis Poulenc et la voix. Lyon: Symétrie, 2005.
- Basinger, Simon. Les Cahiers de Francis Poulenc. París: Collectif de l'Association F. Poulenc, 2008.
- Lacombe, Hervé. Francis Poulenc. París: Fayard, 2013.